# Bibliomania

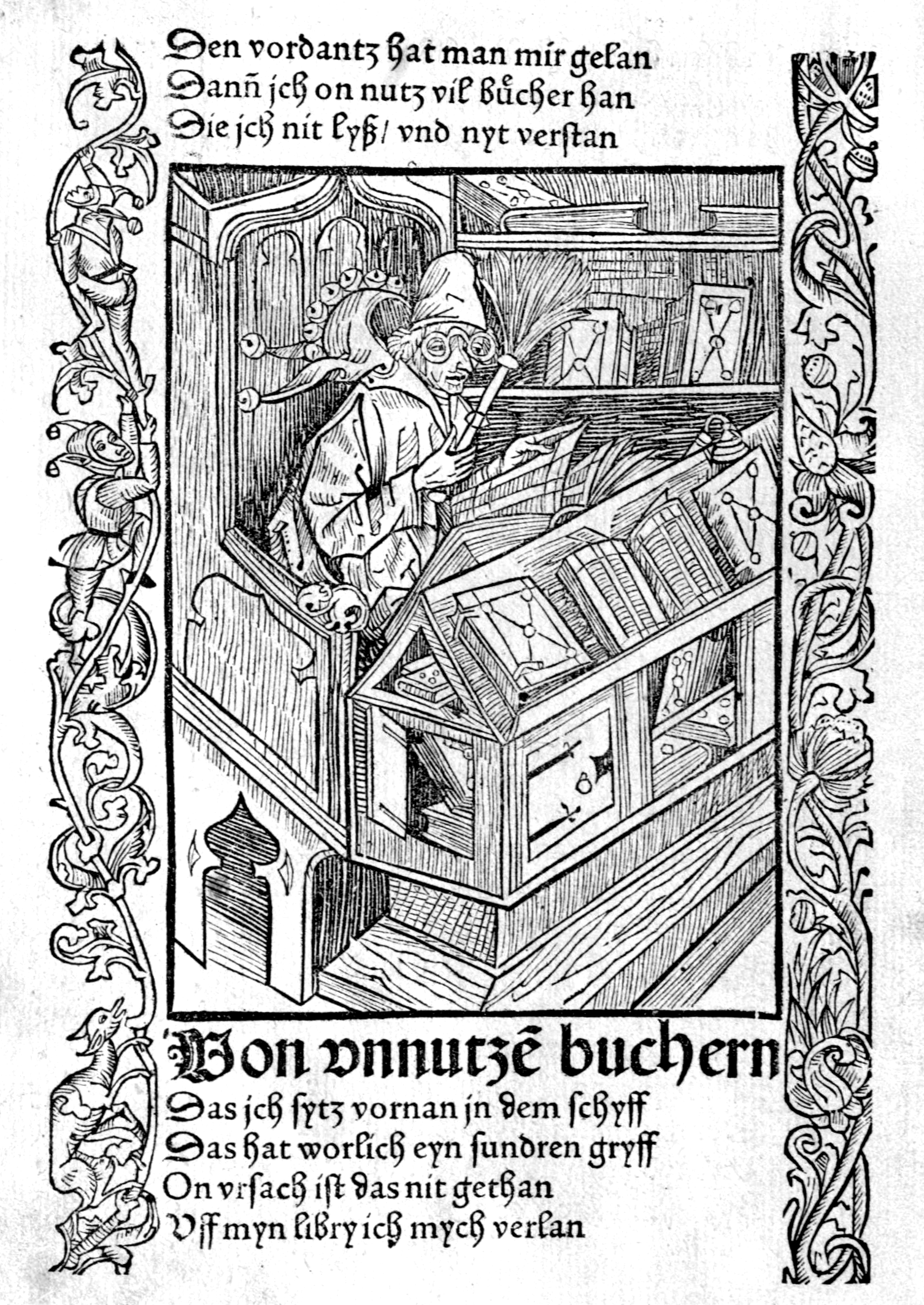
A imagem é representada por um homem que está em um espaço de desordem e com livros embaralhados e de coleccionamento exagerado. Ela demonstra um lugar solitário e com homem em sua bagunça.

Bibliomania é uma desordem obssessiva-compulsiva, que consiste numa recolha, e coleccionamento, de livros, a tal nível que pode causar um deterioramento das relações sociais, entre a pessoa envolvida, e as mais próximas. 
A bibliomania é caracterizada por um coleccionamento de livros sem qualquer valor, tanto para o bibliómano, como para uma colecção. O bibliómano pode adquirir grandes quantidades do mesmo livro, e da mesma edição, mesmo que não tenham qualquer significado para si.
Um exemplo desta desordem, é a personagem interpretada por Mel Gibson, em A Teoria da Conspiração (Conspiracy Theory), que sofria de uma forma de bibliomania induzida, que o levava a comprar um exemplar de O Apanhador no Campo de Centeio (Catcher In The Rye ), de J. D. Salinger, toda a vez que saía do seu apartamento. 
A pessoa que possui essa desordem compra livros sem ter dinheiro e fica endividado.